# Чернореченский каньон
Черноре́ченский каньо́н — глубокое и узкое ущелье реки Чёрной, глубиной в несколько десятков метров и длиной около 12 км, начинается у скалы Кизил-Кая на границе Байдарской долины и заканчивается у села Чернореченского. Разработано эрозией в верхнеюрских известняках низкогорного ландшафта западной окраины Главной гряды Крымских гор. Иногда каньон называют миниатюрным крымским Дарьялом.

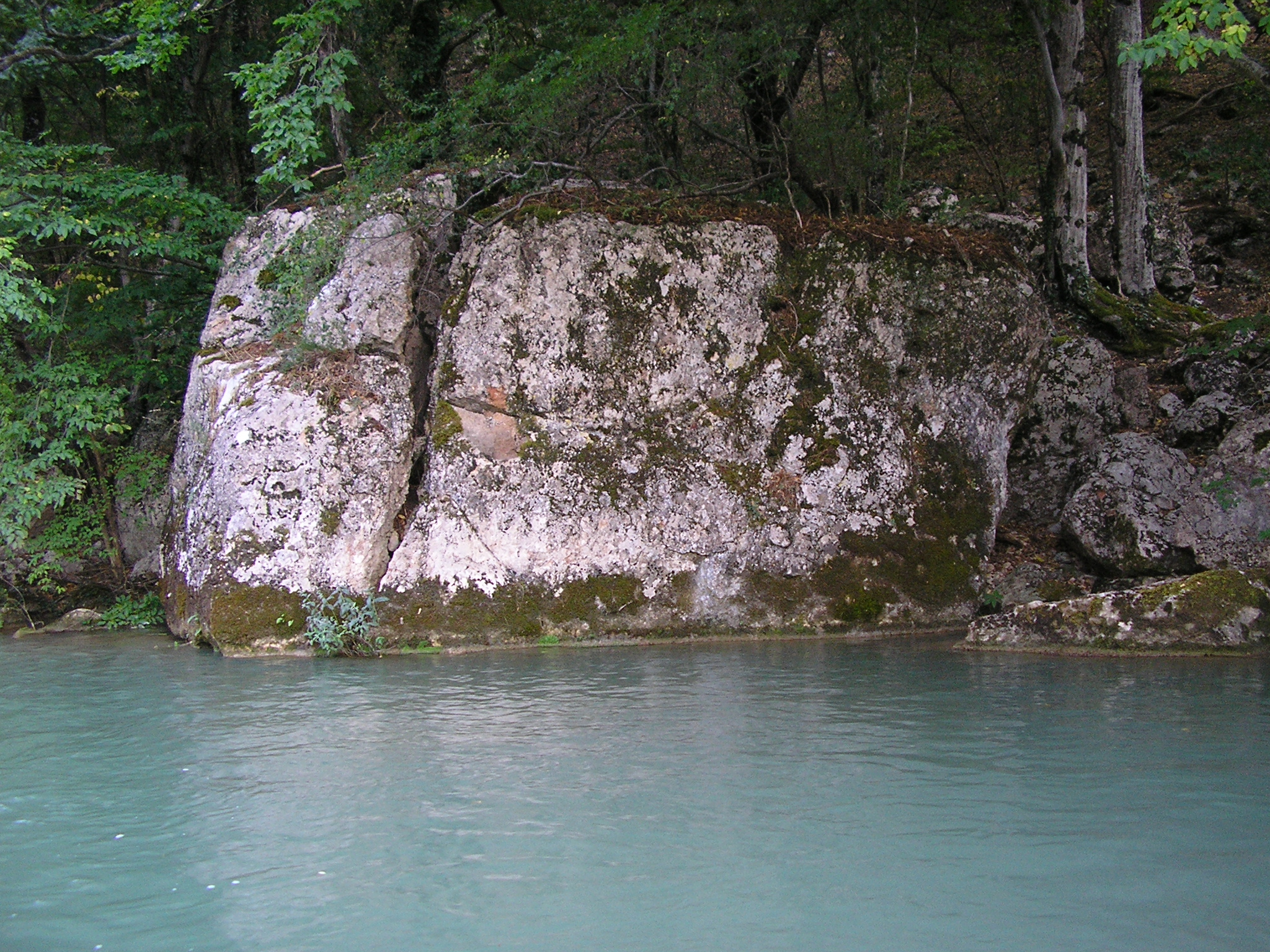
Разлив Чёрной речки, Чернореченский каньон, Крым

Ущелье труднопроходимо, изобилует навалами каменных глыб. Нахождение здесь во время дождя опасно. Со стороны Байдарской долины более проходимым является левый берег, после Кизил-Кая возможно также движение по правому берегу. После прохождения основной части каньона и приближении к Чернореченскому левый берег начинает представлять собою отвесные скалы, поэтому заранее необходимо перейти на правый берег — это можно сделать в районе разрушенного моста и старой Манштейновской танковой дороги, пересекающей каньон, либо вброд непосредственно перед тем местом, где начинается отвесная скала.
Ландшафтный памятник природы республиканского значения. В 1947 году объявлен памятником природы, в 1974 году — государственным заказником. Два километра каньона со стороны Байдарской долины относятся к охранной зоне Чернореченского водохранилища.